# 18032 Geiss
18032 Geiss este un asteroid din centura principală de asteroizi.

## Descriere
18032 Geiss este un asteroid din centura principală de asteroizi. A fost descoperit pe 20 iunie 1999 la Stația Anderson Mesa în cadrul programului LONEOS. Asteroidul prezintă o orbită caracterizată de o semiaxă mare de 2,83 ua, o excentricitate de 0,14 și o înclinație de 11,7° în raport cu ecliptica.